# Mistrzostwa Polski w Łyżwiarstwie Szybkim na Dystansach 2014
28. Mistrzostwa Polski w Łyżwiarstwie Szybkim na Dystansach 2014 odbyły się w dniach 28-30 grudnia 2013 roku na torze COS w Zakopanem. 
Na dystansie 500 metrów rozgrywane były dwa biegi i dopiero suma czasów z obu biegów zadecydowała o kolejności zawodników.
Wyścigi na 1000 metrów odbyły się w dniach 29-30 stycznia 2014 podczas Mistrzostw Polski w sprintach, które odbyły się na torze Stegny w Warszawie..

## Obrońcy tytułów
| Konkurencja  | Mężczyźni           | Kobiety                  |
| ------------ | ------------------- | ------------------------ |
| 500 metrów   | Zbigniew Bródka     | Luiza Złotkowska         |
| 1000 metrów  | Zbigniew Bródka     | Katarzyna Bachleda-Curuś |
| 1500 metrów  | Konrad Niedźwiedzki | Natalia Czerwonka        |
| 3000 metrów  | —                   | Katarzyna Bachleda-Curuś |
| 5000 metrów  | Jan Szymański       | Natalia Czerwonka        |
| 10000 metrów | Jan Szymański       | —                        |

## Kobiety
| Konkurencja:     | 1. miejsce                                                                          | Rezultat            | 2. miejsce                                                      | Rezultat            | 3. miejsce                                                            | Rezultat            |
| 500 m            | Natalia Czerwonka (MKS Cuprum Lubin)                                                | 81,35 (40,67+40,68) | Katarzyna Bachleda-Curuś (LKS Poroniec)                         | 81,64 (40,89+40,75) | Luiza Złotkowska (LKS Poroniec)                                       | 81,75 (40,90+40,85) |
| 1000 m           | Katarzyna Woźniak (WTŁ Stegny Warszawa)                                             | 1:26,55             | Aleksandra Goss (WTŁ Stegny Warszawa)                           | 1:28,17             | Aleksandra Dębowska (Pilica Tomaszów Mazowiecki)                      | 1:30,14             |
| 1500 m           | Luiza Złotkowska (LKS Poroniec)                                                     | 2.01,99             | Katarzyna Bachleda-Curuś (LKS Poroniec Poronin)                 | 2.03,35             | Natalia Czerwonka (MKS Cuprum Lubin)                                  | 2.03,38             |
| 3000 m           | Katarzyna Bachleda-Curuś (LKS Poroniec Poronin)                                     | 4.15,64             | Luiza Złotkowska (LKS Poroniec Poronin)                         | 4.20,28             | Natalia Czerwonka (MKS Cuprum Lubin)                                  | 4.21,29             |
| 5000 m           | Luiza Złotkowska (LKS Poroniec Poronin)                                             | 7.30,51             | Aleksandra Goss (WTŁ Stegny Warszawa)                           | 7.36,51             | Natalia Czerwonka (MKS Cuprum Lubin)                                  | 7.38,97             |
| wyścig drużynowy | Pilica Tomaszów Mazowiecki Aleksandra Kapruziak Aleksandra Dębowska Ewelina Cieślik | 3.49,18             | MKS Cuprum Lubin Natalia Czerwonka Kaja Ziomek Andżelika Wójcik | 3.49,84             | WTŁ Stegny Warszawa Katarzyna Woźniak Aleksandra Goss Wiktoria Diduch | 3.50,44             |

### Mężczyźni
| Konkurencja:     | 1. miejsce                                                                   | Rezultat            | 2. miejsce                                                   | Rezultat            | 3. miejsce                                         | Rezultat            |
| 500 m            | Artur Nogal (LKS Poroniec Poronin)                                           | 71,62 (35,82+35,80) | Zbigniew Bródka (UKS Błyskawica Domaniewice)                 | 73,11 (35,80+37,31) | Maciej Biega (SKŁ Górnik Sanok)                    | 73,59 (36,70+36,89) |
| 1000 m           | Piotr Puszkarski (bez klubu)                                                 | 1:15,90             | Roland Cieślak (Pilica Tomaszów Mazowiecki)                  | 1:17,31             | Aleksander Puszkarski (WTŁ Stegny Warszawa)        | 1:18,40             |
| 1500 m           | Jan Szymański (LKS Poroniec Poronin)                                         | 1.49,91             | Zbigniew Bródka (UKS Błyskawica Domaniewice)                 | 1.50,00             | Piotr Puszkarski (bez klubu)                       | 1.53,77             |
| 5000 m           | Jan Szymański (LKS Poroniec Poronin)                                         | 6.38,08             | Zbigniew Bródka (UKS Błyskawica Domaniewice)                 | 6.50,35             | Sebastian Druszkiewicz (AZS Zakopane)              | 6.50,35             |
| 10 000 m         | Jan Szymański (LKS Poroniec Poronin)                                         | 13.59,96            | Zbigniew Bródka (UKS Błyskawica Domaniewice)                 | 14.22,79            | Sebastian Druszkiewicz (AZS Zakopane)              | 14.24,11            |
| wyścig drużynowy | AZS Zakopane Piotr Głowacki Sebastian Druszkiewicz Andrzej Gąsienica-Laskowy | 4.38,19             | SKŁ Górnik Sanok I Maciej Biega Piotr Michalski Kamil Ziemba | 4.53,68             | Orzeł Elbląg Adrian Wielgat Piotr Sowa Paweł Toruń | 4.55,88             |